# Владівська сільська рада (Чернігівський район)
| Владівська сільська рада — орган місцевого самоврядування у Чернігівському районі Запорізької області з адміністративним центром у с. Владівка. Дата утворення: 1939 рік. По території, підпорядкованій даній сільській раді протікає ріка Курошани та Бегим Чокрак. Сільраді підпорядковані населені пункти: - с. Владівка - с. Степове |

### Колишні населені пункти
- х. Весела
- с. Гіршау

## Склад ради
Рада складається з 12 депутатів та голови.

### Керівний склад ради
| ПІБ                       | Основні відомості                                                             | Дата обрання | Дата звільнення |
| ------------------------- | ----------------------------------------------------------------------------- | ------------ | --------------- |
| Горовий Віктор Семенович  | Сільський голова, 1957 року народження, освіта незакінчена вища, безпартійний | 26.03.2006   | 31.10.2010      |
| Горовий Віктор Семенович  | Сільський голова, 1957 року народження, освіта незакінчена вища, безпартійний | 31.10.2010   | 27.12.2015      |
| Винник Людмила Михайлівна | Сільський голова, 1963 року народження, освіта вища, безпартійна              | 27.12.2015   |                 |

Примітка: таблиця складена за даними джерела